# Calapnita subphyllicola
Calapnita subphyllicola là một loài nhện trong họ Pholcidae. Loài này được phát hiện ở Filipijnen.